# Enrique Pineda Barnet
Enrique Pineda Barnet, né le 29 octobre 1933 à La Havane et mort le 12 janvier 2021 dans la même ville, est un réalisateur, scénariste, journaliste et acteur cubain.

## Biographie
Il est le fondateur du Teatro Estudio, une académie où de nombreux acteurs du pays ont été initiés, et de l'Unión de Escritores y Artistas de Cuba (es) (UNEAC). Il a donné des cours, procuré des maîtrises et organisé des ateliers dans plus de quarante pays et il a participé en tant que membre du jury ou orateur à divers événements cinématographiques. Il a reçu le prix national de littérature Hernández Catá et le prix du festival de la chanson cubaine. Il a reçu le prix national du cinéma en 2006.
Parmi ses œuvres les plus remarquables figurent son film de ballet Giselle, sorti en 1963, et La bella del Alhambra (es), sorti en 1989, un film qui a attiré plus de deux millions de spectateurs dans les salles de cinéma cubaines. Ce dernier film a été récompensé par différentes distinctions, comme le prix Goya du meilleur film étranger en langue espagnole en 1989, sélectionné comme candidat à l'Oscar du meilleur film en langue étrangère, et le prix Mano de Bronze au New York Latino Festival.
Enrique Pineda Barnet a également réalisé le premier court métrage expérimental cubain, Cosmorama (1964), qui fait désormais partie de la collection permanente du Museo Nacional Centro de Arte Reina Sofía à Madrid.
En 2010, il a été honoré pour sa carrière de plus de quarante ans lors du festival du film de La Havane à New York.

## Filmographie
- Giselle (1963) – fiction, 90 minutes - scénariste et réalisateur
- Soy Cuba (1963) – fiction, 110 minutes - coscénariste[5]
- Crónica Cubana (1964) – fiction - coscénariste
- Cosmorama (1964) - court métrage documentaire - réalisateur
- Aire Frío (1965) – fiction, 20 minutes
- La Gran Piedra (1965) – documentaire, 9 minutes
- David (1967) – fiction - scénariste et réalisateur
- Che (1968) – documentaire
- Guillén (1969) – documentaire, 10 minutes
- Rodeo (1972) – documentaire, 21 minutes
- Mella (1975) – fiction, 110 minutes - scénariste et réalisateur
- Versos sencillos (1975) – documentaire, 17 minutes - scénariste et réalisateur
- Rostros del Báltico (1977) – documentaire, 10 minutes
- La sexta parte del mundo (1977) – documentaire
- Aquella larga noche (1979) – fiction, 110 minutes - co-scénariste et réalisateur
- Tiempo de amar (1981) – fiction, 90 minutes - co-scénariste et réalisateur
- Ensayo romántico (1985) – documentaire, 30 minutes - scénariste et réalisateur
- La bella del Alhambra (es) (1989) – fiction, 108 minutes - co-scénariste et réalisateur
- Angelito mío (1998) – fiction, 110 minutes - scénariste et réalisateur
- Los tres juanes (2000) – fiction, 13 minutes - scénariste et réalisateur
- La Anunciación (2009) – fiction
- Verde-Verde (2012) – fiction - scénariste et réalisateur